# North American AJ Savage
North American AJ Savage (sau là A-2 Savage) là một loại máy bay ném bom trên tàu sân bay được chế tạo cho Hải quân Hoa Kỳ bởi North American Aviation.

## Biến thể
XAJ-1
AJ-1 (A-2A)
AJ-2 (A-2B)
AJ-2P

## Quốc gia sử dụng

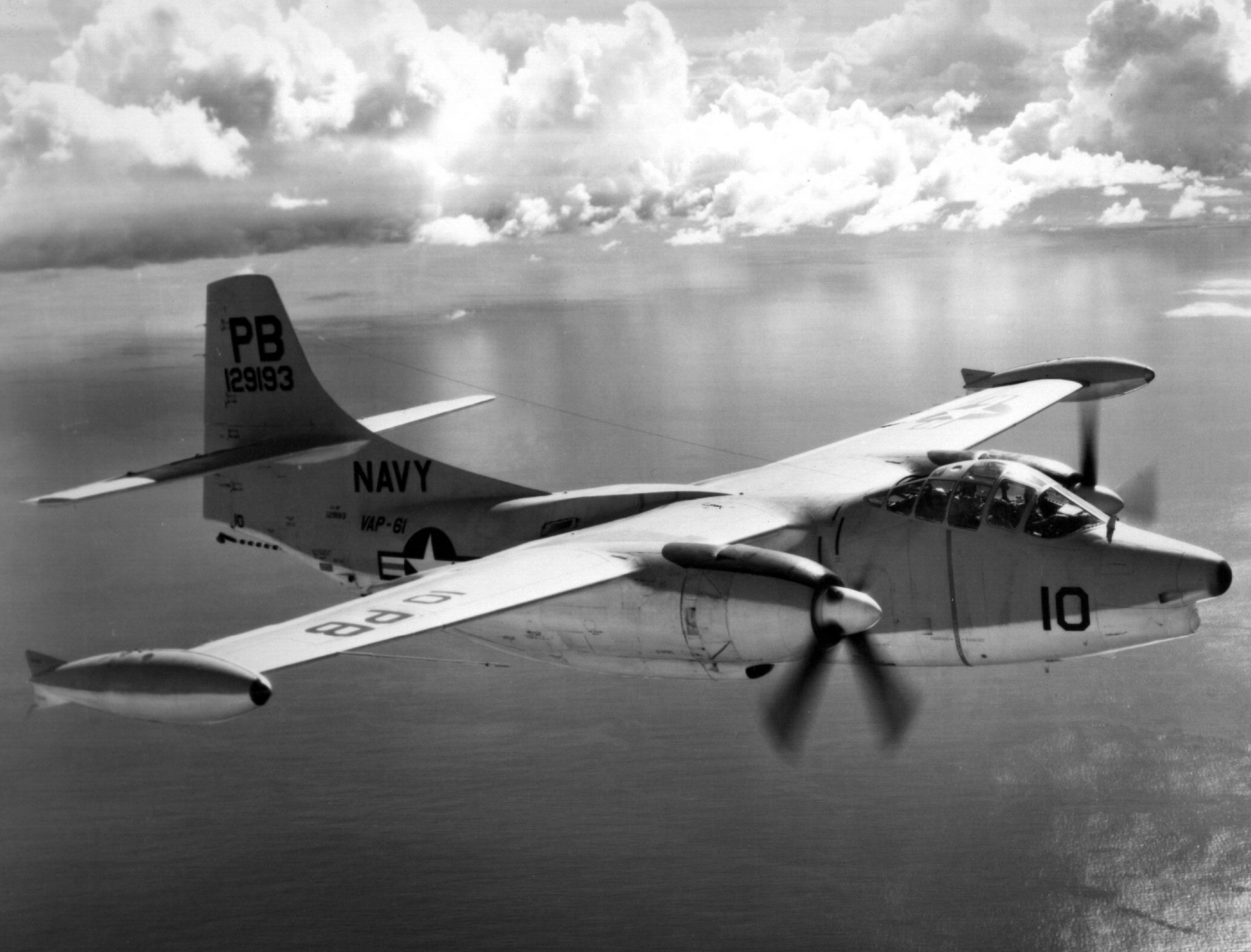
AJ-2P trinh sát của VAP-61.

Hoa Kỳ
- Hải quân Hoa Kỳ

## Tính năng kỹ chiến thuật (AJ-1)
Nguồn: Hải quân Hoa Kỳ
Đặc điểm tổng quát
- Kíp lái: 3
- Chiều dài: 63 ft 1 in (19,2 m)
- Sải cánh: 71 ft 5 in (21,8 m)
- Chiều cao: 20 ft 5 in (6,2 m)
- Diện tích cánh: 836 ft² (78 m²)
- Trọng lượng rỗng: 27.558 lb (12.500 kg)
- Trọng lượng có tải: 47.000 lb (21.363 kg)
- Trọng lượng cất cánh tối đa: 50.954 lb (23.161 kg)
- Động cơ:
  - 1 × Allison J33-A-1 kiểu turbojet, 4.600 lbf[1] (20 kN)
  - 2 × Pratt & Whitney R-2800-44W kiểu động cơ piston bố trí tròn, 2.400 hp[1] (1,790 kW)  mỗi chiếc

 Hiệu suất bay 
- Vận tốc cực đại: 471 mph[1] (409 kn, 758 km/h)
- Tầm bay: 1.731 mi[2] (1.505 nmi, 2.787 km)
- Trần bay: 40.800 ft[2] (12.440 m)
- Vận tốc lên cao: 2.900 ft/phút (14,7 m/s[2])
- Tải trên cánh: 63,2 lb/ft² (309 kg/m²)
- Công suất/khối lượng (cánh quạt): 0,091 hp/lb (150 W/kg)
- Lực đẩy/trọng lượng (phản lực): 0,087

Trang bị vũ khí

- Bom: 12.000 lb (5.400 kg) bom thường hoặc 1 bom hạt nhân